# Ailsa Craig, Antarktis
Ailsa Craig är en ö i Antarktis. Den ingår i ögruppen Sydorkneyöarna nordost om Antarktiska halvön. Argentina och Storbritannien gör anspråk på området.